# Theodor Bilharz
Theodor Maximilian Bilharz (Sigmaringen, 23 marzo 1825 – 9 maggio 1862) è stato un medico tedesco.
Importante nel campo della parassitologia, dopo essersi interessato anche di filosofia, si è laureato all'Università di Tubinga nel 1848.

## Studi
Le sue più importanti scoperte ebbero luogo durante la sua esperienza in Egitto, al Cairo, dopo essere diventato chirurgo della scuola ospedaliera Kasr-el-Aini. Durante un'autopsia, nel 1851, riuscì a scoprire la presenza nell'individuo di un parassita chiamato schistosoma haematobium, uno dei cinque tipi di parassiti che causano la schistosomiasi nell'uomo e negli animali e che è la conseguenza diretta della schistosomiasi urinaria. Morì all'età di 37 anni, durante una spedizione a Massaua.

## Onorificenze
Nel 1962 è stata istituita una scuola di ricerca che porta il suo nome, l'Istituto di Ricerca Theodor Bilharz (TBRI).